# Erik Bouvin
Erik Oskar Fredrik Bouvin, född 22 juli 1897 i Gävle församling, Gävleborgs län, död 2 juni 1972 i Östersunds församling, Jämtlands län, var en svensk ämbetsman.

## Biografi
Erik Bouvin var son till bryggeridisponenten John Bouvin och Hanna Andersson. Han avlade studentexamen 1917 och blev tjänsteman vid Jämtlands folkbank 1918, landstingskamrer vid Jämtlands läns landsting 1933 och landstingsdirektör där 1942–1962. Han var vice ordförande i styrelsen för Jämtlands folkbank. Han hade utmärkelserna kommendör av Nordstjärneorden (KNO), riddare av Vasaorden (RVO) och Patriotiska Sällskapets stora guldmedalj (PatrSstGM).
Bouvin gifte sig första gången 1924 med Margit Svensson (1899–1938) och fick tvillingsönerna Åke och Sven 1928. Genom Åke blev han farfar till Lotta Bouvin-Sundberg. Efter att han blivit änkling gifte han om sig 1941 med Elna Mohlin (1904–1991) och fick dottern Christina 1945. Han är begravd på Norra begravningsplatsen i Östersund.